# Zlatko Horvat
Zlatko Horvat (Zagabria, 25 settembre 1984) è un pallamanista croato, ala del Dabas KK.

## Palmarès
- Giochi olimpici

Londra 2012: bronzo.
- Mondiali

Croazia 2009: argento.
Spagna 2013: bronzo.
- Europei

Norvegia 2008: argento.
Serbia 2012: bronzo.
Polonia 2016: bronzo.
Austria, Norvegia e Svezia 2020: argento.
- Giochi del Mediterraneo

Almería 2005: argento.